# NGC 7468A
NGC 7468A је спирална галаксија у сазвежђу Пегаз која се налази на NGC листи објеката дубоког неба.
Деклинација објекта је + 16° 40' 44" а ректасцензија 23h 4m 53,5s. Привидна величина (магнитуда) објекта NGC 7468 износи 14,1 а фотографска магнитуда 15,0. NGC 7468A је још познат и под ознакама UGC 12342, MCG 3-58-30, CGCG 453-61, VV 738, IRAS 23024+1624, PGC 70414.